# Charpentiera ovata
Charpentiera ovata là loài thực vật có hoa thuộc họ Dền. Loài này được Gaudich. mô tả khoa học đầu tiên năm 1829.